# Louis Bélanger
Pour les articles homonymes, voir Louis Belanger (peintre) et Bélanger.
Louis Bélanger est un réalisateur, scénariste et acteur québécois. Il est le frère de l'harmoniciste et auteur-compositeur-interprète québécois Guy Bélanger.

## Biographie
Louis Bélanger est né en 1964, à Beauport, Québec. Il habite aujourd'hui[Quand ?] Montréal.
Il a obtenu un baccalauréat en communications de l'UQAM.

## Filmographie

### Comme réalisateur
- 1999 : Post mortem
- 2002 : Lauzon, Lauzone, sur le réalisateur Jean-Claude Lauzon
- 2003 : Regards coupables (Nightlight) (TV)
- 2003 : Gaz Bar Blues
- 2005 : Une vie dans l'oubli (Lies and Deception) (TV)
- 2006 : Le Génie du crime
- 2009 : Du respect pour les voleurs (Chambre 13) (TV)
- 2009 : L'Heure de vérité
- 2010 : Route 132
- 2010 : Piège en haute-couture (Dead Lines) (TV)
- 2011 : Louis Martin, journaliste
- 2014 : En thérapie (saison 2) (TV)
- 2016 : Les Mauvaises Herbes[1]
- 2016 : Séquelles (TV)
- 2019 : Vivre à 100 milles à l'heure
- 2024 : Bête noire - saison 2

### Comme scénariste
- 1999 : Post mortem
- 2003 : Gaz Bar Blues
- 2009 : The Timekeeper (L'heure de vérité)
- 2009 : Romaine par moins 30 d'Agnès Obadia
- 2016 : Les Mauvaises Herbes
- 2019 : Vivre à 100 milles à l'heure

### Comme acteur
- 2003 : 20h17 rue Darling : Pompier
- 2019 : Vivre à 100 milles à l'heure : Père de Louis

## Distinctions

### Récompenses
- 1999 : 
  - Prix de la « Meilleure réalisation », 23e Festival des films du monde de Montréal, pour Post mortem.
  - Mention spéciale au prix de la critique internationale (FISPRECI), 23e Festival des films du monde de Montréal, pour Post mortem.

- 2000 : 
  - Prix « Independant Voice Award », 15e Festival international du film de Santa Barbara, pour Post mortem.
  - Prix « IFILM.com Special Jury Prize for Artistic Merit », 15e Festival international du film de Santa Barbara, pour Post mortem.
  - Prix Jutra du meilleur film, du meilleur scénario, de la meilleure réalisation, du meilleur montage et du meilleur acteur pour Post mortem.
  - Prix Genie de la meilleure actrice, du meilleur scénario et prix Claude-Jutra pour Post mortem.
  - Prix du meilleur scénario (long métrage) au Method Film Festival de San Diego pour Post mortem.
- 2002 :
  - Prix Gémeaux du meilleur documentaire (biographie) pour Lauzon, Lauzone.
- 2003 : 
  - Grand prix spécial du jury, 27e Festival des films du monde de Montréal, pour Gaz Bar Blues.
  - Prix du « Film canadien le plus populaire » et deuxième prix du public, 27e Festival des films du monde de Montréal, pour Gaz Bar Blues.
- 2004 :
  - Prix du « Cercle de la Presse », 19e Festival du film de Paris, pour Gaz Bar Blues.
  - Prix du public, 22e Rendez-vous du cinéma québécois, pour Gaz Bar Blues.
  - Prix de l'Association québécoise des critiques de cinéma du meilleur long métrage québécois, pour Gaz Bar Blues.
  - Prix Jutra du meilleur acteur et de la meilleure musique, pour Gaz Bar Blues.
- 2006 :
  - Prix du public, 6e Festival du film de Phoenix, pour Gaz Bar Blues.
- 2010 :
  - Sélection officielle au Festival international du film de Windsor, pour Route 132.
  - Nommé en compétition officielle au Festival international du film francophone de Namur, pour Route 132.
- 2011 :
  - Prix Jutra de la meilleure musique, pour Route 132.
- 2016 :
  - Sélectionné au 6e Festival international du film de Pékin, pour Les mauvaises herbes.
  - Sélectionné au 31e Festival international du film de Santa Barbara, pour Les mauvaises herbes.
  - Sélectionné au 19e Festival international du film de Sonoma, pour Les mauvaises herbes.
  - Prix du public et prix du meilleur scénario, 9e Festival du film francophone d'Angoulême, pour Les mauvaises herbes.

### Nominations
- 2000 :
  - Prix Genie du meilleur film, meilleure réalisation et meilleur acteur, pour Post mortem.
  - Prix Jutra de la meilleure musique originale, pour Post mortem.

- 2004 : 
  - Prix Jutra du meilleur film, meilleur scénario, meilleure réalisation, meilleure direction de la photographie, meilleur acteur de soutien, meilleur son, meilleur montage et meilleurs costumes, pour Gaz Bar Blues.
  - Prix Genie du meilleur scénario et meilleure direction de la photographie, pour Gaz Bar Blues.
  - Prix Félix de la meilleure musique de film, pour Gaz Bar Blues.
- 2009 : 
  - Prix Félix de la meilleure musique de film, pour The Timekeeper.
- 2011 :
  - Prix Jutra du meilleur acteur et meilleur acteur de soutien, pour Route 132.
  - Prix Genie du meilleur acteur, meilleur acteur de soutien et meilleur scénario, pour Route 132.
- 2015 :
  - Prix Gémeaux de la meilleure série dramatique, pour En thérapie (saison 2).